# Anastasia Ax
Anastasia Ax, född 1979, är en svensk konstnär boende i Stockholm. Hon är utbildad vid Kungliga Danska Konstakademin, Högskolan för Fotografi och Film och Konsthögskolan Valand i Göteborg samt vid Kungliga Konsthögskolan i Stockholm.
Ax arbetar med en blandning av performance, installation, skulptur och ljud, ofta i långa processer och i en svartvit kulör. Återkommande tema är utforskandet av människans destruktiva sidor och hur dessa kan användas som kreativa verktyg. Hennes performances kan nästan framstå som våldsamma frigörande ritualer.
1995 spelade Ax figuren Kim i Lisa Ohlins miniserie Nattens barn som visades i SVT 1995.